# Intel Labs
Intel Labs (ранее Intel Architecture Labs, сокращенно IL или IAL) — подразделение корпорации Intel.

## История
В середине 1990-х годов было создано подразделение Intel Architecture Labs, отвечающее за исследования и инновационные разработки в области персональных компьютеров в корпорации Intel. В сферу деятельности этого подразделения входит развитие платформы ПК, внедрение новых интерфейсов и отраслевых стандартов. Среди важнейших достижений Intel Architecture Labs значатся широко используемые в настоящее время PCI, USB, AGP и PCI Express.
В 2001 году подразделение Intel Architecture Labs было расформировано. Многие его талантливые специалисты перешли в другие отделы Intel либо совсем покинули компанию. И на его основе было создано новое подразделение Intel Labs.